# Life Is a Long Song
Life Is A Long Song è un brano musicale del gruppo progressive rock britannico Jethro Tull; pubblicato nel 1971 nell'omonimo EP, aveva raggiunto il numero 11 nelle classifiche del Regno Unito e, successivamente, nel doppio album Living in the Past (album) del 1972.

## Storia
Il tema del testo esplora le complessità della vita, la tenacia dello spirito umano e la resilienza di fronte alle avversità. Il brano cattura una serie di momenti toccanti, ognuno dei quali funge da metafora del viaggio della vita.
Il tema centrale ruota attorno all'idea che la vita, come una lunga canzone, sia piena di alti e bassi, sfide e momenti di gioia. La frase ricorrente "Life's a long song"  evidenziare l'idea che la vita sia un'esperienza continua e in continua evoluzione, proprio come una melodia che si dispiega nel tempo.

## Formazione EP
- Ian Anderson: voce, flauto, chitarra acustica, violino
- Martin Barre: chitarra elettrica
- Jeffrey Hammond: basso
- Barriemore Barlow: batteria
- John Evan: tastiere
- David Palmer: Arrangiatore e direttore d'orchestra

## Comparse in altri album
- The Best of Jethro Tull: The Anniversary Collection (1993)
- The Very Best of Jethro Tull (2001)